# Delage Type 2 LCV

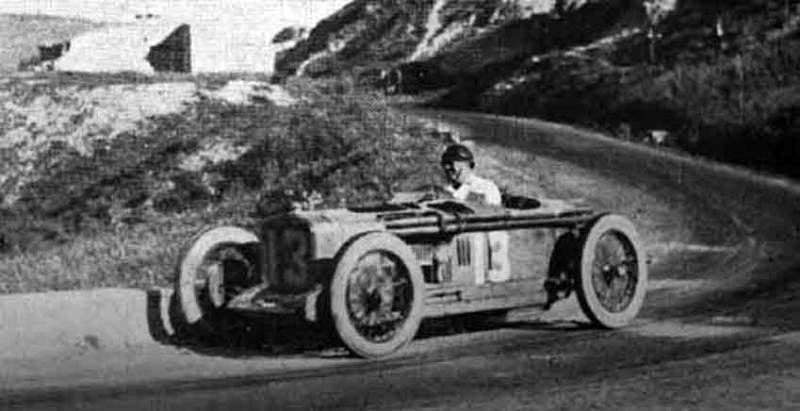
Giulio Masetti in einem Delage Type 2 LCV kurz vor seinem tödlichen Unfall

Der Delage Type 2 LCV war ein Rennwagen der französischen Marke Delage.

## Beschreibung
Die nationale Zulassungsbehörde prüfte das Fahrzeug mit der Fahrgestellnummer 1 und der Motornummer 1 und erteilte am 28. Juni 1923 die Genehmigung. Die verbesserten Ausführungen für 1924 und 1925 erhielten keine eigene Typprüfung. Delage setzte das Modell von 1923 bis 1926 ein. Vorgänger war der Delage Type 2 LS. 1925 endete die Produktion. 1926 folgte der Delage Type 15 S 8.
Ein Zwölfzylindermotor trieb die Fahrzeuge an. Er hatte im ersten Jahr 51,4 mm Bohrung und 80 mm Hub. Das ergab 1992 cm³ Hubraum und 16 Cheval fiscal. Der Motor leistete 95 PS (70 kW). Konstrukteur war Charles Planchon. Albert Lory war dabei behilflich.
Die Ausführung von 1924 hatte 51,3 mm Bohrung und 1984 cm³ Hubraum. Sie leistete entweder 105 oder 120 PS (77 oder 88 kW). Planchon und Albert Lory waren für den Motor zuständig.
1925 war Lory alleiniger Konstrukteur des Motors. Er verwendete zwei Roots-Kompressoren zur Leistungssteigerung, mit denen der Motor 205 PS (151 kW) leistete. 
Der Wagen hatte zunächst 1250 mm Spurweite und 2600 mm Radstand. Beide Achsen waren starr und an Blattfedern geführt. Das Leergewicht betrug 650 kg oder 689 kg. 1924 wurde die Spurweite vorne auf 1300 mm verbreitert, aber hinten auf 1200 mm verringert.
Die Höchstgeschwindigkeit stieg von Jahr zu Jahr von anfangs 186 km/h über etwa 190 km/h auf 222 km/h.
Von der ersten Ausführung wurde nur ein Fahrzeug gebaut. In den beiden Folgejahren waren es jeweils vier. Das ergibt eine Gesamtstückzahl von neun.

## Renneinsätze
Am 2. Juli 1923 nahm René Thomas mit dem Mechaniker Lhermitte am Großen Preis von Frankreich 1923 in Tours teil, fiel aber aus. Es gab Probleme mit einem Überhitzen des Motors.
Am 3. August 1924 fand der Große Preis von Frankreich 1924 in Lyon statt. Albert Divo, der Unterstützung durch Henri Frètet entweder als Mechaniker oder als Fahrer erhielt, wurde Zweiter, Robert Benoist mit dem Mechaniker Carra Dritter und Thomas mit dem Mechaniker Lhermitte Sechster. Beim Gran Premio de San Sebastián am 27. September 1924 erreichte André Morel den dritten Platz und Divo den vierten.
Beim Großen Preis von Belgien 1925 am 28. Juni 1925 schieden mit Divo, Thomas, Paul Torchy und Benoist alle vier Fahrer aus. Den Großen Preis von Frankreich 1925 am 26. Juli 1925 gewann das Team Benoist/Divo vor Louis Wagner/Torchy, während Divo ausfiel. Beim Gran Premio de San Sebastián am 19. September 1925 brachte einen Dreifachsieg für Delage. Divo gewann vor Benoist und Thomas. Torchy verunglückte tödlich.
Am 25. April 1926 fand die Targa Florio statt. Giulio Masetti hatte einen tödlichen Unfall. Benoist, Divo und Thomas zogen sich danach vom Rennen zurück. Am 25. Juli 1926 war der letzte Renneinsatz dieses Modells beim Großen Preis von Spanien 1926. Wagner/Benoist wurden Dritte, während Morel und Wagner ausschieden.
| Datum         | Veranstaltung                                           | Ort                          | Bewerber/Team                     | Fahrer                                                          | Ergebnis |
| ------------- | ------------------------------------------------------- | ---------------------------- | --------------------------------- | --------------------------------------------------------------- | --- |
| 2. Juli 1923  | Großer Preis von Frankreich 1923                        | Tours                        | Automobiles Delage                | René Thomas                                                     | Ziel nicht erreicht |
| 3. Aug. 1924  | Großer Preis von Frankreich 1924                        | Lyon                         | Automobiles Delage                | Albert Divo/Henri Frètet? Robert Benoist René Thomas            | Platz 2 Platz 3 Platz 6 |
| 27. Sep. 1924 | Gran Premio de San Sebastián                            | San Sebastián                | Automobiles Delage                | André Morel Albert Divo                                         | Platz 3 Platz 4 |
| 28. Juni 1925 | Großer Preis von Belgien 1925                           | Spa-Francorchamps            | Automobiles Delage                | Albert Divo René Thomas Paul Torchy Robert Benoist              | Ziel nicht erreicht |
| 26. Juli 1925 | Großer Preis von Frankreich 1925                        | Montlhéry                    | Automobiles Delage                | Robert Benoist/Albert Divo Louis Wagner/Paul Torchy Albert Divo | Platz 1 Platz 2 Ziel nicht erreicht |
| 19. Sep. 1925 | Gran Premio de San Sebastián                            | San Sebastián                | Automobiles Delage                | Albert Divo/André Morel Robert Benoist René Thomas Paul Torchy  | Platz 1 Platz 2 Platz 3 Ziel nicht erreicht, tödlicher Unfall |
| 4. Okt. 1925  | Großer Preis von Frankreich 1925                        | Montlhéry                    | Automobiles Delage                | Robert Benoist                                                  | ? |
| 11. Okt. 1925 | Geschwindigkeitsfahrten                                 | Arpajon                      | Automobiles Delage                | Albert Divo                                                     | Internationaler Rekord über 1 km mit stehendem Start Internationaler Rekord über 1 Meile mit stehendem Start Internationaler Rekord über 1 km mit fliegendem Start |
| 25. Apr. 1926 | Targa Florio 1926                                       | Medio circuito delle Madonie | Automobiles Delage Giulio Masetti | Robert Benoist Albert Divo René Thomas Giulio Masetti           | Ziel nicht erreicht Ziel nicht erreicht, tödlicher Unfall |
| 9. Mai 1926   | Geschwindigkeitsfahrten                                 | Arpajon                      | Automobiles Delage?               | Robert Benoist                                                  | Platz 1 über 1 km mit fliegendem Start Platz 1 über 1 Meile mit fliegendem Start                                                                                   |
| 6. Juni 1926  | Bergrennen von Poix                                     | Amiens                       | Automobiles Delage?               | Robert Benoist                                                  | Platz 1 |
| 25. Juli 1926 | Großer Preis von Spanien 1926                           | San Sebastián                | Automobiles Delage                | Louis Wagner/Robert Benoist André Morel Robert Benoist          | Platz 3 Ziel nicht erreicht |
| 27. Aug. 1926 | Geschwindigkeitsfahrten                                 | La Baule                     | Automobiles Delage?               | Louis Wagner Robert Benoist                                     | Platz 1 Platz 2 |
| 28. Aug. 1926 | Grand Prix de La Baule                                  | La Baule                     | Automobiles Delage                | Louis Wagner Robert Benoist                                     | Platz 1 Platz 1 über 1 km mit fliegendem Start |
| 3. Okt. 1926  | Bergrennen von Gaillon                                  | Gaillon                      | Automobiles Delage?               | Robert Benoist Derons                                           | schnellste Zeit in der Klasse bis 2 Liter Hubraum schnellste Zeit in der Klasse bis 3 Liter Hubraum Sport                                                          |
| März 1927     | Bergrennen am Mont Agel                                 | Mont Agel                    | Automobiles Delage?               | Edmond Bourlier                                                 | Platz 4 |
| 13. März 1927 | Bergrennen Nizza–La Turbie                              | La Turbie                    | Automobiles Delage?               | Edmond Bourlier                                                 | Platz 1 |
| 5. Mai 1927   | Bergrennen von Le Camp                                  | Marseille                    | Automobiles Delage?               | Edmond Bourlier                                                 | ? |
| 12. Juni 1927 | Reale Premio di Roma                                    | Circuito dei Parioli         | Giorgio Ceratto                   | Giorgio Ceratto                                                 | Ziel nicht erreicht (Unfall) |
| 11. März 1928 | Gran Premio di Tripoli                                  | Tagiura                      | Giulio Aymini                     | Giulio Aymini                                                   | Ziel nicht erreicht (Achslager) |
| 22. Apr. 1928 | Circuito di Alessandria                                 | Alessandria                  | Giulio Aymini                     | Giulio Aymini Federico Valpreda                                 | Ziel nicht erreicht Platz 3 |
| 13. Mai 1928  | Coppa Messina                                           | Messina                      | Giulio Aymini                     | Giulio Aymini                                                   | Platz 11 |
| 20. Mai 1928  | Coppa Etna                                              | Catania                      | Giulio Aymini                     | Giulio Aymini                                                   | Ziel nicht erreicht (Unfall) |
| 10. Juni 1928 | Reale Premio di Roma                                    | Tre Fontane                  | Giulio Aymini Federico Valpreda   | Giulio Aymini Achille Varzi                                     | Platz 7 Ziel nicht erreicht |
| 24. Juni 1928 | Circuito di Cremona                                     | Cremona                      | Roberto Serboli                   | Roberto Serboli                                                 | Ziel nicht erreicht |
| 9. Sep. 1928  | Großer Preis von Italien 1928 (Großer Preis von Europa) | Monza                        | Giulio Aymini                     | Giulio Aymini                                                   | Ziel nicht erreicht (Motor überhitzt) |
| 21. Apr. 1929 | Coppa Pietro Bordino                                    | Alessandria                  | Giulio Aymini Federico Valpreda   | Giulio Aymini Federico Valpreda                                 | Ziel nicht erreicht (Delage 2 LCV Speziale 1.5 l) |
| 2. Juni 1929  | Circuito del Pozzo                                      | Verona                       | Federico Valpreda                 | Federico Valpreda                                               | Platz 2 |
| 24. Apr. 1932 | Reale Premio di Roma                                    | Pista del Littorio           | Filippo Ardizzone                 | Filippo Ardizzone                                               | Im Vorlauf Ziel nicht erreicht (Delage 2 LCV Speziale 1.1 l) |

Quelle, sofern nicht gesondert angegeben: